# H&M
H&M（エイチ・アンド・エム）は、スウェーデンのアパレルメーカーエイチ・アンド・エム・ヘネス・アンド・マウリッツ（典: H & M Hennes & Mauritz AB, ホー・オック・エム・ヘンネス・オック・マウリッツ、日本では「ヘネス・アンド・モーリッツ」とも表記される）が展開する世界的なファッションブランド。
低価格かつファッション性のある衣料品を扱う、いわゆるファストファッションの一翼を担うブランドのひとつである。ファストファッション業界ではZARAなどを展開するスペインのインディテックスに次ぐ世界2位の売上高。

## 歴史
1947年にスウェーデン中部の都市ヴェステロースで創立。この時は婦人服を専門にしており、社名も「Hennes」（スウェーデン語で「彼女のもの」の意）であった。1968年にストックホルムの狩猟用品店「Mauritz Widforss」を買収した際、この店の在庫の中に紳士服のストックがあったことから、これ以降紳士服も扱うことになり、店名も「Hennes & Mauritz」となった。その後「H&M」の略称を正式なブランド名とし、現在に至る。

## 特徴
商品の主力は手頃な価格の衣料品であるが、カール・ラガーフェルド、ステラ・マッカートニー、ヴィクター&ロルフ、マシュー・ウィリアムソンなどの有名デザイナーによるラインナップや、マドンナ、カイリー・ミノーグとのコラボレーションによる商品も発売したことがある。H&Mのブランドで化粧品も手がけている。

## 取り扱い商品
婦人服ではコート・ワンピース・カットソー・ドレス・ブラウス・ボトムスを取り扱い、紳士服ではジャケット・パーカー・セーター・シャツ・パンツを扱っている。
世界で約100名いる同社のデザイナーが、各年10回の世界旅行を行い、旅行先で受けたインスピレーションをもとに、次々とデザインをすることで、毎日のように新製品を投入する商法を成り立たせている。

## 店舗展開

2020年時点でのH&Mの出店状況。色分けはその国における店舗数を示す。
300店鋪以上
200店鋪以上
100店鋪以上
50店鋪以上
20店鋪以上
10店鋪以上
1店鋪以上
出店予定

1964年に最初のスウェーデン国外店舗としてノルウェーに進出。2019年11月時点で、74か国に5,000以上の店舗を持ち、126,000名以上のフルタイム従業員を擁している。
ヨーロッパではキプロス・リトアニア・マルタ・ブルガリア・ルーマニア・ラトビアを除くほぼ全てのEU加盟国、またスイス・ノルウェーの非EU国、ロシアに進出しており、ほぼ全域に店舗がある。特にドイツでは、2004年に撤退したライバルのGAPから国内の全店舗を買収したことで、H&Mにとって最大の市場となっている。
北米では2000年3月にニューヨークにオープンしたのを皮切りに、フィラデルフィア・ボストン・シカゴ・ワシントンD.C.・サンフランシスコなどの都市に出店。2004年にはカナダにも進出した。
中東では2006年にUAE・ドバイ、クウェートにフランチャイズの形で出店を果たし、さらに同地域での新規出店を予定している。
アジアでは2007年に香港と中国・上海、2009年に中国・北京、2010年に韓国・ソウル、2011年にシンガポール、2012年にタイ・バンコクとマレーシア・クアラルンプール、2015年に台湾に出店している。

### 日本
日本の現地法人は、エイチ・アンド・エム へネス・アンド・マウリッツ・ジャパン株式会社。
2008年9月に日本1号店となる銀座店が東京都中央区銀座7丁目の銀座中央通りに出店した。日本初出店ということで早くから話題となり、オープン当日には約5,000人が行列を作り、入場制限もされるほどの盛況であった。H&Mの日本進出を受けて、商品の価格帯が重なるユニクロや、すでに日本進出していたZARAなども店舗や品揃えの拡大を図るなどの対抗策に追われた。なお、この銀座店は2018年に閉店したものの、2023年5月に銀座2丁目の並木通りに銀座並木通り店として再出店した。
2009年9月には横浜市西区のランドマークプラザに横浜店を出店。この店舗では、日本では初となる子供服を取り扱う。2014年、京都市に日本国内最多・最大フロア面積 (3,400 m2) の京都店を出店。2023年12月現在、日本国内に125店舗を展開している。
首都圏以外の地域で初出店となった店舗は以下の通り。
- 2010年
  - 大阪市中央区 ラズ心斎橋・戎橋店（近畿地方）
- 2011年
  - 福岡市博多区 キャナルシティ博多 イーストビル（閉店）（九州地方）
- 2012年
  - 名古屋市中区栄 松坂屋名古屋店南館（閉店）（中部地方・東海地方）[25]
  - 仙台市青葉区 さくら野百貨店仙台店（東北地方）※2017年5月24日をもって閉店、同年7月上旬にザ・モール仙台長町に移転[26]
- 2013年
  - 広島市中区（中国地方）[27]
  - 札幌市中央区 ラ・ガレリア（北海道地方）
- 2015年
  - 石川県金沢市 片町きらら（北陸地方）
- 2016年
  - 愛媛県今治市 イオンモール今治新都市（四国地方）

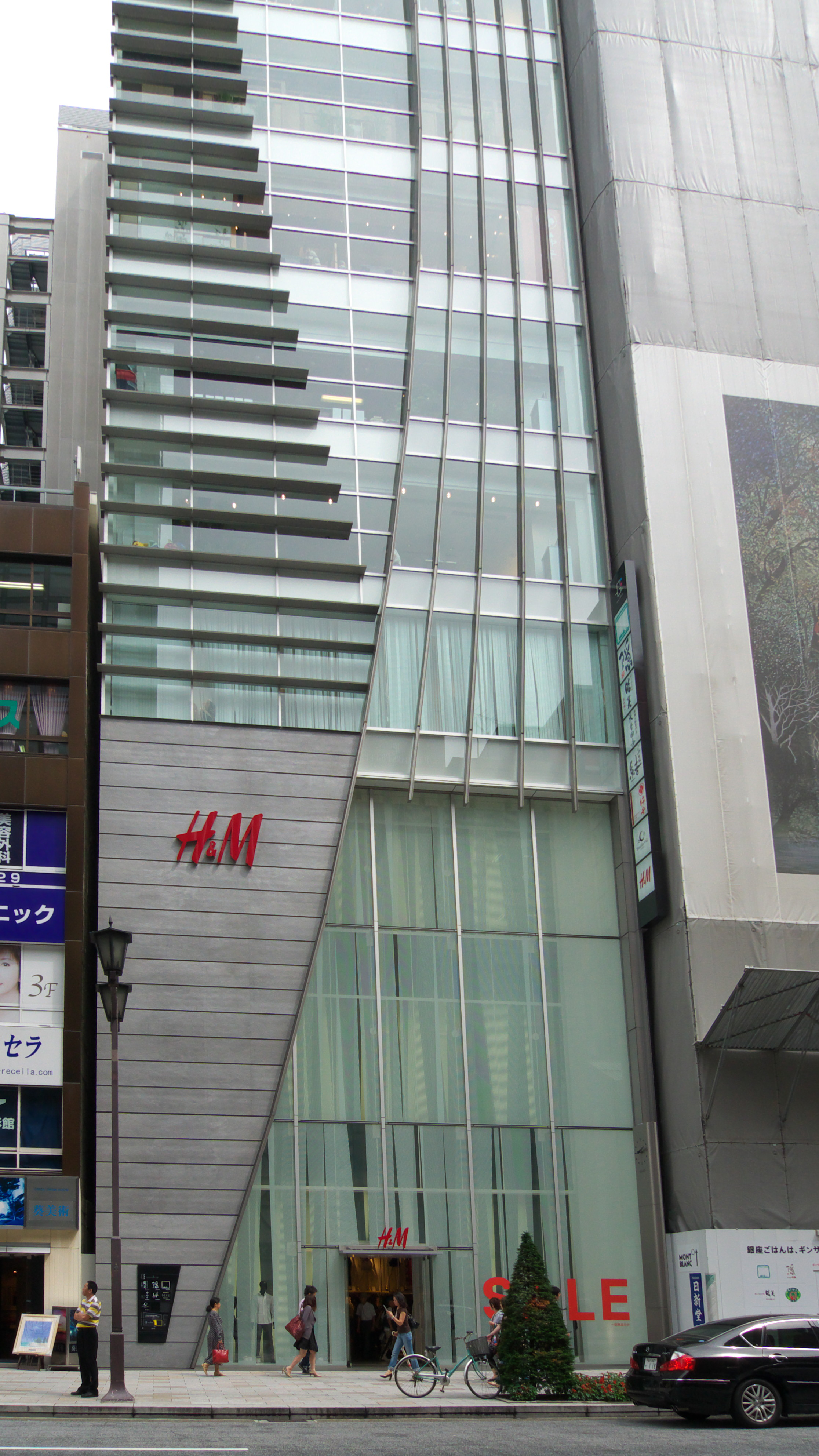
銀座店
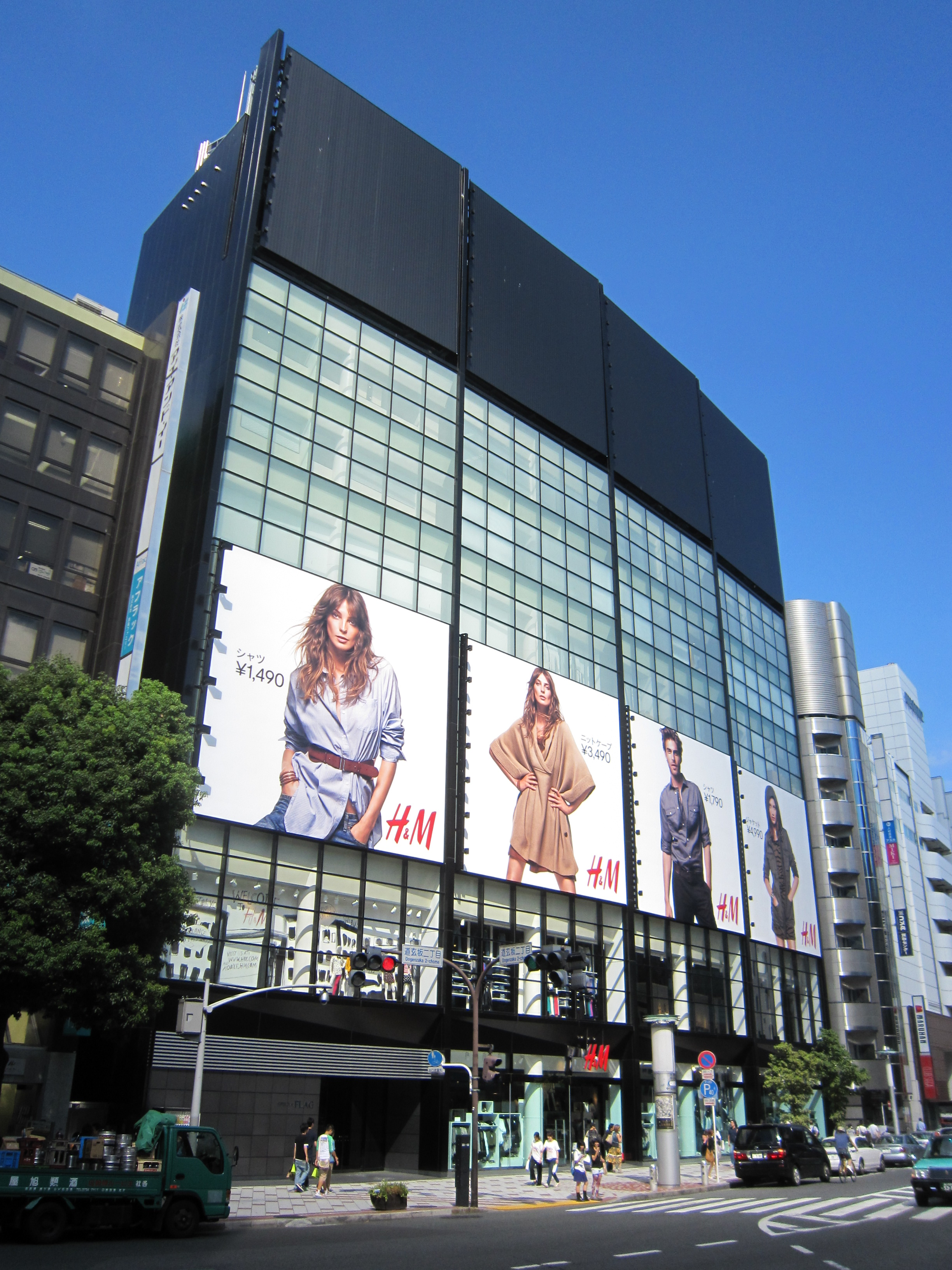
渋谷店
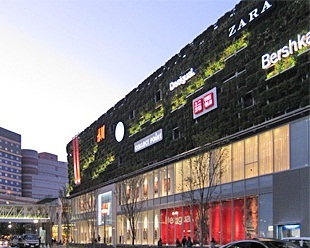
博多店

## 批判

### 2018年1月の人種差別騒動
2018年1月、イギリス版オンラインショップの子供服コーナーで、「Coolest Monkey In The Jungle」（ジャングルで一番クールなサル）とプリントされたパーカーを黒人少年のモデルが着用している画像が掲載された。これが人種差別であるとしてTwitter（現・X）などのSNSが炎上し、H&Mは謝罪して写真をパーカー単体のものに差し替えた。この問題を受け、カナダの歌手ザ・ウィークエンドは、H&Mとの契約の打ち切りを表明した。また、2018年3月に同社とのコラボレーションを実施する予定だったアメリカのラッパージー・イージーも、パートナーシップを打ち切る考えを明らかにした。
H&Mは謝罪文の中で、問題となったパーカーを全世界での販売を中止することを発表したが、南アフリカ共和国の野党経済的解放の闘士は「人種差別に対して謝罪をすれば許されるという時代は終わった」として同年1月13日に南アフリカ国内で抗議デモを実施し、支持者の一部がH&Mの店舗を襲撃する事件も発生した。一方、BBCが報じたところによれば、モデルの母親は「H&Mに人種差別の意図はない」と発言したため、他の黒人たちから批判され、身の安全のために転居を余儀なくされた。母親はBBCのラジオ番組「アウトサイド・ソース」のインタビューで、自らも人種差別の被害者であり人種差別が大きな問題であることは理解しているが、問題のパーカーを見て人種差別だとは思わないと話した。その上で、黒人やアフリカ系アメリカ人にとっては、自分は「裏切り者」であり、「金のために息子を売り飛ばした」と見られていると述べた。

### 2024年1月の広告騒動
2024年1月、オーストラリア向けのキャンペーン広告として、ピンク色の背景でワンピースを着た2人の少女の写真に「Make those heads turn in H&M's Back to School fashion」（H&Mの新学期ファッションでみんなを振り向かせよう）というキャッチコピーが添えられた画像をSNS上で展開したが、「子どもを性の対象にしている」、「小児性愛を想起させる」と批判を浴びた。H&Mは広告を削除し謝罪した。